# Man Trouble
Man Trouble is een Amerikaanse filmkomedie uit 1992 onder regie van Bob Rafelson.

## Verhaal
De mooie zangeres Joan Spruance voelt zich niet veilig en besluit een waakhond te huren. De charmante hondentrainer Harry Bliss heeft schulden en hij wil Joan daarom aan de haak slaan. Zijn plannetje loopt uit de hand, wanneer de zus van Joan wordt ontvoerd door haar ex-vriend, die een van Harry's schuldeisers blijkt te zijn.

## Rolverdeling
| Acteur              | Personage           |
| ------------------- | ------------------- |
| Jack Nicholson      | Harry Bliss         |
| Ellen Barkin        | Joan Spruance       |
| Harry Dean Stanton  | Redmond Layls       |
| Beverly D'Angelo    | Andy Ellerman       |
| Michael McKean      | Eddy Revere         |
| Saul Rubinek        | Laurence Moncrief   |
| Viveka Davis        | June Huff           |
| Veronica Cartwright | Helen Dextra        |
| David Clennon       | Lewie Duart         |
| John Kapelos        | Inspecteur Melvenos |
| Lauren Tom          | Adele Bliss         |
| Paul Mazursky       | Lee MacGreevy       |
| Gary Graham         | Butch Gable         |
| Betty Carvalho      | Socorro             |
| Mark J. Goodman     | Presentator         |